# Rzut podkową

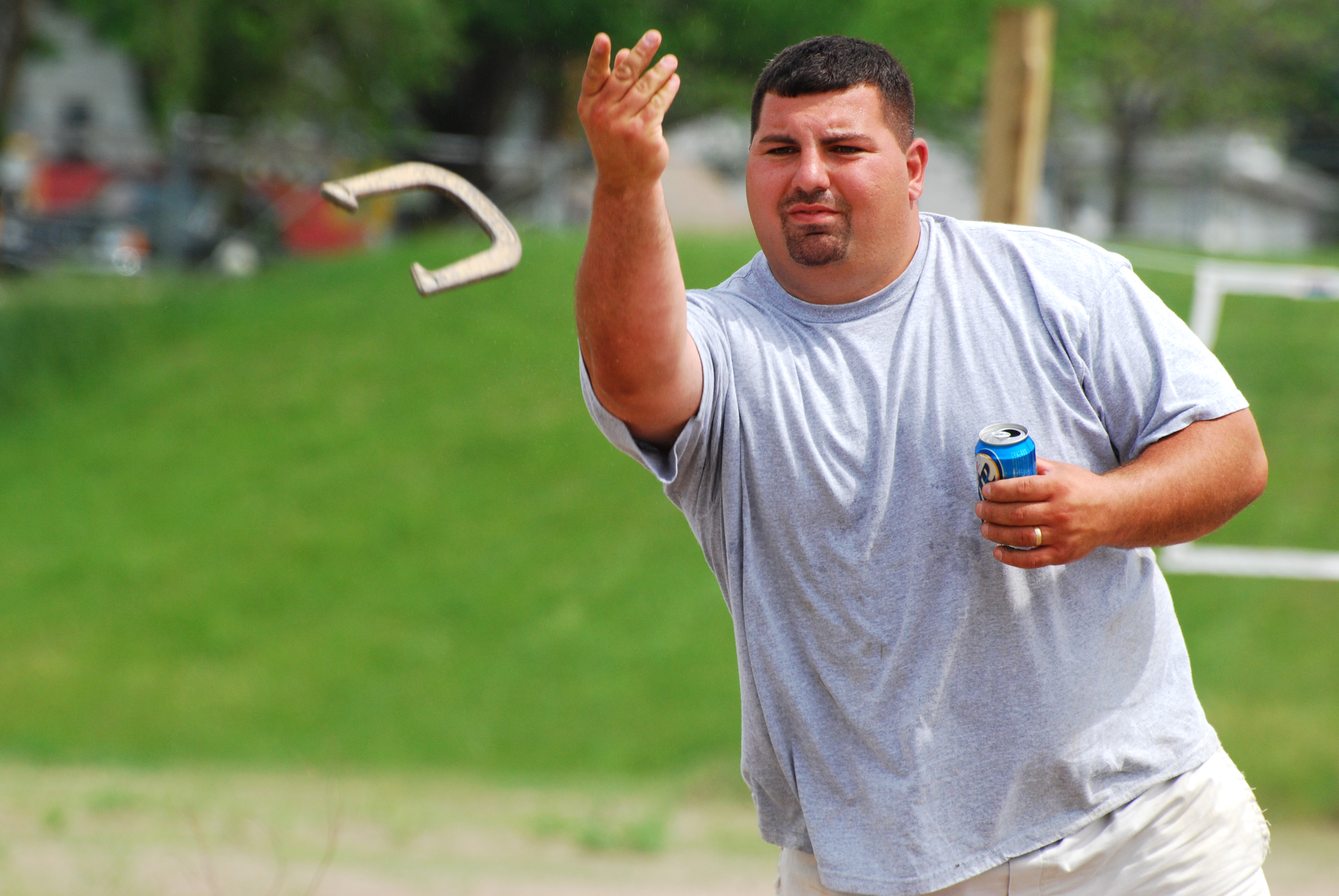
Zawodnik podczas rzutu

Rzut podkową – gra polegająca na zarzuceniu podkowy na specjalny kołek.

## Punktacja

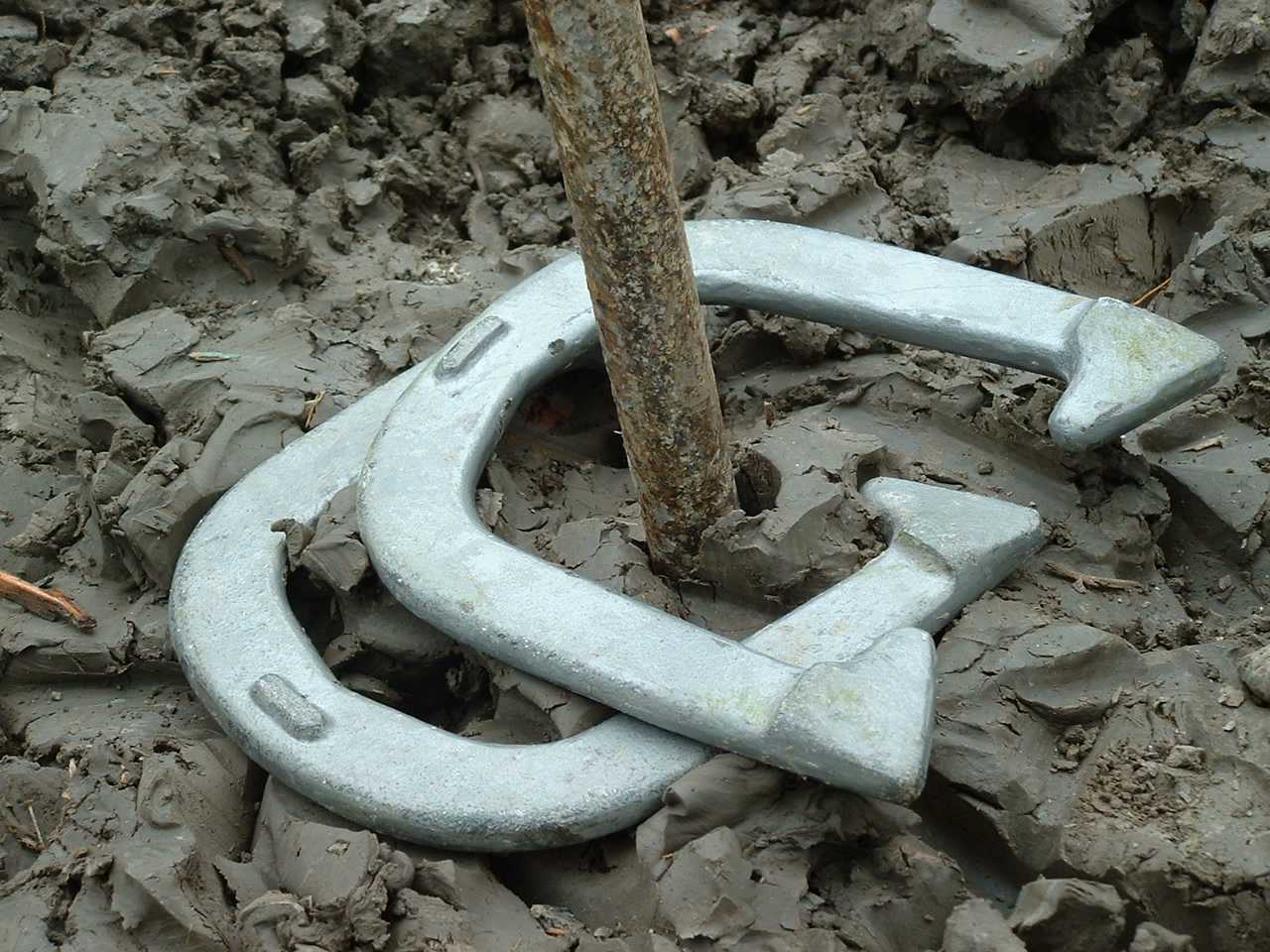
Podkowy poprawnie zarzucone na kołek

Oficjalny mecz trwa do 50 pkt., zaś rekreacyjny do 21 pkt. Punkty przyznaje się w następujący sposób:
- +6 punktów – jeżeli obydwie podkowy danego zawodnika zdobyły 3 punkty, czyli ringera,
- +4 punkty – jeżeli jedna podkowa danego zawodnika zdobyła ringera, a jego druga podkowa jest bliżej od wszystkich podków jego przeciwnika
- +3 punkty – tzw.ringer, jeżeli podkowa po upadku otacza kołek, ale go nie dotyka,
- +2 punkty – jeżeli dwie podkowy danego zawodnika są bliżej kołka niż wszystkie podkowy jego przeciwnika,
- +1 punkt – jeżeli żaden zawodnik nie zdobył ringera, punkt dostaje podkowa będąca najbliżej kołka,
- -3 punkty – jeżeli nastąpi odrzucenie podkowy od kołka.

## Mistrzostwa świata
Mistrzostwa świata w rzucie podkową odbywają się od 1909 roku (z kilkoma przerwami) do dziś. Poniżej znajduje się lista mistrzów świata w rzucie podkową:

### Wielokrotni mistrzowie świata
| Tytuły | Zawodnik                | Lata |
| ------ | ----------------------- | --- |
| 19     | Alan Francis            | 1989, 1993, 1995, 1996, 1997, 1998, 1999, 2001, 2003, 2004, 2005, 2006, 2007, 2008, 2009, 2010, 2012, 2013, 2014 |
| 10     | Ted Allen               | 1933, 1934, 1935, 1940, 1946, 1953, 1955, 1956, 1957, 1959                                                       |
| 9      | Frank Jackson           | 1909, 1910, 1911, 1912, 1914, 1915, 1920 (letnie), 1921, 1926                                                    |
| 8      | Fernando Isais          | 1941, 1947, 1948, 1949, 1950, 1951, 1952, 1958                                                                   |
| 6      | Elmer Hohl              | 1965, 1968, 1972, 1973, 1975, 1977                                                                               |
| 6      | Walter Ray Williams Jr. | 1978, 1980, 1981, 1985, 1991, 1994                                                                               |
| 5      | Charlie Davis           | 1922 (zimowe), 1924 (zimowe), 1927 (zimowe), 1927 (letnie), 1928                                                 |
| 3      | Brian Simmons           | 2000, 2002, 2011                                                                                                 |
| 3      | Curt Day                | 1966, 1971, 1974                                                                                                 |
| 3      | Dan Kuchcinski          | 1967, 1969, 1970                                                                                                 |
| 3      | Dale Lipovsky           | 1982, 1983, 1987                                                                                                 |
| 3      | Jim Knisley             | 1984, 1988, 1990                                                                                                 |
| 2      | George May              | 1920 (zimowe), 1923 (letnie)                                                                                     |
| 2      | Putt Mossman            | 1924 (letnie), 1925                                                                                              |
| 2      | Mark Seibold            | 1979, 1986 |

### Jednorazowi mistrzowie świata
Robert Pierce (1913), Fred Brust (1919), George May (1920 zimowe), Charles Bobbit (1921 zimowe), Frank Lundin (1922 letnie), Harold Falor (1923 zimowe), Blair Nannamaker (1929), Guy Zimmerman (1954), Don Titcomb (1960), Harold Reno (1961), Paul Focht (1962), John Monasmith (1963), Carl Steinfeldt (1976), Kevin Cone (1992).